# يوغلينا دموية
اليوغلينا الدموية هي كائن حي وحيد الخلية من جنس اليوغلينا. ويعود السبب في لونها الأحمر إلى وجود صبغة الأستازانثين وقد تكون الخلايا متراصة بشكل كافي لجعل لون المياه الموضوعة فيها يتغير للون الأحمر. وتستخدم هذه الصبغة لحماية البلاستيدات الخضراء من الضوء الشديد لكن عندما تتغير شدة الضوء قد تتخذ الخلايا لونا أخضر نظرا لأن الصبغة الحمراء تتحرك إلى مركز الخلايا. تعرف اليوغلينا الدموية بقدرتها على إنتاج سم قوي هو اليوغلينوفايسين.

## قراءة إضافية
Deli، J.؛ Gonda، S؛ Nagy، ZS؛ Szabo، I؛ Gulyas-Fekete، G؛ Agocs، A؛ Marton، K؛ Vasas، G (نوفمبر 2014). "Carotenoid composition of three bloom-forming algae species" (PDF). Food Search International. ج. 65 ع. SI: 215–223. DOI:10.1016/j.foodres.2014.05.020. اطلع عليه بتاريخ 2014-05-11.
Gerber، Sabine؛ Häder، Donat-P. (يناير 1994). "Effects of enhanced UV-B irradiation on the red coloured freshwater flagellate Euglena sanguinea". FEMS Microbiology Ecology. ج. 13 ع. 3: 177–184. DOI:10.1111/j.1574-6941.1994.tb00064.x. {{استشهاد بدورية محكمة}}: الوسيط |تاريخ الوصول بحاجة لـ |مسار= (مساعدة)
Karnkowska-Ishikawa، Anna؛ Milanowski، Rafal؛ Triemer، Richard (يونيو 2013). "A redescription of morphologically similar species from the genus Euglena: E.laciniata, E.sanguinea, E.sociabilis, and E.splendens". Journal of Phycology. ج. 49 ع. 3: 616-626. DOI:10.1111/jpy.12072. {{استشهاد بدورية محكمة}}: الوسيط |تاريخ الوصول بحاجة لـ |مسار= (مساعدة)

## روابط خارجية
- Mary Gojdics (1939). "Some observations on Euglena sanguinea Ehrbg". Transactions of the American Microscopical Society. ج. 58 ع. 3: 241–248. JSTOR:3222874.
- "Euglena sanguinea Ehrenberg". قاعدة بيانات طحالب. مؤرشف من الأصل في 2018-07-29.